# Wild Zwijn (documentaire)
Wild Zwijn (Engels: Wild Boar) is een Nederlandse documentaire uit 2013 van Willem Baptist. De film is een poëtische en sterk gestileerde vertelling over de ambivalente relatie tussen de mens en het oprukkende wilde zwijn. De film kwam tot stand met steun van het Mediafonds en werd gemaakt in het kader van het documentaire project Doc25; een initiatief van de AVRO, BOS, EO, IKON, NTR, VPRO en Nederland 2.
Wild Zwijn ging op 18 oktober 2013 in première tijdens het Nederlands Film Festival in Utrecht en werd genomineerd voor een Gouden Kalf voor de Beste Korte Documentaire. De film beleefde haar internationale premières in competitie respectievelijk op de prestigieuze festivals Visions du Réel (Nyon, Zwitserland), AFI Docs (Silver Spring, USA) en het Hot Docs International Documentary Film Festival in Toronto. De wijze waarop Baptist het onderwerp in beeld bracht kreeg internationaal veel bijval. Zo beschreef het festival AFI Docs de film als "an otherworldly and poetic look at the classic conflict of Man vs. Nature." en vermeldde Hot Docs "A village in the Netherlands is invaded by wild boar and its inhabitants must choose: eat or be eaten. A meticulously crafted folklore atmosphere beautifully captures the challenges we face when modern society conflicts with nature." In Zwitserland publiceerde Visions du Réel: "An epic and eccentric film. The technique borrows from codes of fiction, and scenes follow one another in surrealistic style with a touch of joyful black humour". Het Canadese FERNTV nam de film op in haar Top 10 Films @ Hot Docs en schreef:  "One unique and unorthodox documentary. Downright dark and chilling at times like that of The Blair Witch Project."  De Amerikaanse filmrecensie website Film Threat omschreef de film als: "Darkly humorous... a marvelous small gem."
Op 22 oktober 2013 werd de film op de Nederlandse televisie uitgezonden door de NTR op Nederland 2. Volkskrant-recensent Jean-Pierre Geelen prees eveneens de poëtische en visuele kwaliteit van de vertelling: “Schilderen zonder (veel) woorden, soms is dat televisie op zijn mooist”.